# AeroBratsk
AeroBratsk (En ruso: АэроБратск), también conocida como Bratsk Airport (Аэропорт Братск) es una aerolínea basada en Bratsk, Rusia. La aerolínea opera vuelos de pasajeros regionales desde Bratsk e Irkutsk. 

## Historia
AeroBratsk fue fundada en 1967 bajo el nombre de Aeroflot Bratsk Division. Y fue renombrada como Bratsk Avia tras el colapso de la Unión Soviética. La aerolínea es propiedad de Rosimushchestvo (51%) y de sus empleados (49%). En 2004, VIM Airlines adquirió el 51% que estaba en las manos de Rosimushchestvo.

## Destinos
- Bratsk-Aeropuerto de Bratsk
- Irkutsk-Aeropuerto Internacional de Irkutsk
- Lensk-Aeropuerto de Lensk
- Moscú
  - Aeropuerto Internacional de Moscú-Domodédovo
  - Aeropuerto Internacional de Moscú-Vnukovo

## Flota
La flota de AeroBratsk está comprendida por las siguientes aeronaves
Anteriormente la aerolínea también operó dos Tupolev Tu-154M.